# العلاقات البرتغالية الدنماركية
العلاقات البرتغالية الدنماركية هي العلاقات الثنائية التي تجمع بين البرتغال والدنمارك.

## مقارنة بين البلدين
هذه مقارنة عامة ومرجعية للدولتين:
| وجه المقارنة                                              | البرتغال                                                  | الدنمارك                                                     |
| --------------------------------------------------------- | --------------------------------------------------------- | ------------------------------------------------------------ |
| المساحة (كم2)                                             | 92.21 ألف                                                 | 42.92 ألف                                                    |
| عدد السكان (نسمة)                                         | 10.60 مليون                                               | 5.79 مليون                                                   |
| الكثافة السكانية (ن./كم²)                                 | 114.95                                                    | 134.9                                                        |
| العاصمة                                                   | لشبونة                                                    | كوبنهاغن                                                     |
| اللغة الرسمية                                             | اللغة البرتغالية، اللغة الميراندية                        | اللغة الدنماركية                                             |
| العملة                                                    | يورو، اسكودو برتغالي                                      | كرونة دنماركية                                               |
| الناتج المحلي الإجمالي (بليون دولار)                      | 217.57 مليار                                              | 324.87 مليار                                                 |
| الناتج المحلي الإجمالي (تعادل القوة الشرائية) بليون دولار | 307.82 مليار                                              | 278.61 مليار                                                 |
| الناتج المحلي الإجمالي الاسمي للفرد دولار أمريكي          | 19.22 ألف                                                 | 51.99 ألف                                                    |
| الناتج المحلي الإجمالي للفرد دولار أمريكي                 | 28.76 ألف                                                 | 45.54 ألف                                                    |
| مؤشر التنمية البشرية                                      | 0.830                                                     | 0.900                                                        |
| رمز المكالمات الدولي                                      | +351                                                      | +45                                                          |
| رمز الإنترنت                                              | .pt                                                       | .dk                                                          |
| المنطقة الزمنية                                           | توقيت غرب أوروبا، توقيت غرب أوروبا الصيفي، أوروبا/لشبونة ‏ | توقيت وسط أوروبا، ت ع م+02:00، ت ع م+01:00، أوروبا/كوبنهاجن ‏ |

## مدن متوأمة
في ما يلي قائمة باتفاقيات التوأمة بين مدن برتغالية ودنماركية:
- ترتبط Sesimbra [الإنجليزية]‏ مع هولستيبرو باتفاقية توأمة.

## منظمات دولية مشتركة
يشترك البلدان في عضوية مجموعة من المنظمات الدولية، منها:
| علم المنظمة | اسم المنظمة                               | تاريخ انضمام البرتغال | تاريخ انضمام الدنمارك |
| ----------- | ----------------------------------------- | --------------------- | --------------------- |
|             | وكالة الفضاء الأوروبية                    | ?                     | ?                     |
|             | بنك التنمية الآسيوي                       | 2002                  | 1966                  |
|             | الاتحاد الأوروبي                          | 1986                  | 1973                  |
|             | وكالة ضمان الاستثمار متعدد الأطراف        | 6 يونيو 1988          | 12 أبريل 1988         |
|             | منظمة التعاون الاقتصادي والتنمية          | 4 أغسطس 1961          | ?                     |
|             | الأمم المتحدة                             | 14 ديسمبر 1955        | 24 أكتوبر 1945        |
|             | الفريق المعني برصد الأرض                  | ?                     | ?                     |
|             | مركز تنسيق الحركة في أوروبا ‏              | ?                     | ?                     |
|             | منظمة حظر الأسلحة الكيميائية              | ?                     | ?                     |
|             | منظمة التجارة العالمية                    | ?                     | 1995                  |
|             | منظمة الشرطة الجنائية الدولية             | ?                     | ?                     |
|             | البنك الإفريقي للتنمية                    | ?                     | ?                     |
|             | منظمة الأمن والتعاون في أوروبا            | 25 يونيو 1973         | 25 يونيو 1973         |
|             | مؤسسة التنمية الدولية                     | 29 ديسمبر 1992        | 30 نوفمبر 1960        |
|             | حلف شمال الأطلسي                          | 4 أبريل 1949          | 4 أبريل 1949          |
|             | نظام تحكم تكنولوجيا القذائف               | 1992                  | 1990                  |
|             | يونسكو                                    | 11 مارس 1965          | 4 نوفمبر 1946         |
|             | مجلس أوروبا                               | ?                     | ?                     |
|             | اتحاد المدفوعات الأوروبي ‏                 | ?                     | ?                     |
|             | الاتحاد البريدي العالمي                   | ?                     | ?                     |
|             | البنك الدولي للإنشاء والتعمير             | 29 مارس 1961          | 30 نوفمبر 1960        |
|             | اتفاقية السماوات المفتوحة                 | ?                     | ?                     |
|             | المرصد الأوروبي الجنوبي                   | 2001                  | 1967                  |
|             | الاتحاد الدولي للاتصالات                  | 1866                  | 1866                  |
|             | مؤسسة التمويل الدولية                     | 8 يوليو 1966          | 20 يوليو 1956         |
|             | المنظمة الأوروبية لسلامة الملاحة الجوية   | 1986                  | 1994                  |
|             | المركز الدولي لتسوية المنازعات الاستشارية | 1 أغسطس 1984          | 24 مايو 1968          |
|             | مجموعة أستراليا                           | 1985                  | 1985                  |
|             | مجموعة الموردين النوويين                  | ?                     | ?                     |

## أعلام
هذه قائمة لبعض الشخصيات التي تربطها علاقات بالبلدين:
- صوفيا دي ميللو (6 نوفمبر 1919[22][23] – 2 يوليو 2004[22][23])
- كريستوفر الأول ملك الدنمارك (1219[24] – 29 مايو 1259)
- لوكاس فيرنانديز (لاعب كرة قدم، 1 مارس 1993[25] – )

## وصلات خارجية
- موقع وزارة الخارجية البرتغالية
- موقع وزارة الخارجية الدنماركية